# Reuilly (Eure)
Reuilly es una localidad y comuna francesa situada en la región de Alta Normandía, departamento de Eure, en el distrito de Évreux y cantón de Évreux-Nord.

## Demografía
| 223 | 199 | 239 | 322 | 426 | 501 |
| Para los censos de 1962 a 1999 la población legal corresponde a la población sin duplicidades (Fuente: INSEE [Consultar]) |     |     |     |     |     |

## Lugares y monumentos
- Iglesia de Saint-Christophe del siglo XI, situada a las afueras de la población.